# انانتاگیری، بخش ویشاگاپاتنام
انانتاگیری، بخش ویشاگاپاتنام (به انگلیسی: Ananthagiri, Vishakapatnam district) یک منطقهٔ مسکونی در هند است که در آندرا پرادش واقع شده‌است.